# 东突厥可汗列表
突厥汗国于552年建立，後于603年正式分裂成東突厥和西突厥。東部的東突厥在强盛时的疆域囊括阿尔泰山到大兴安岭之间的整个蒙古高原及附近地区，630年被中国唐朝所灭。后于7世纪后期再次兴起，即后突厥，最终于745年为回纥所灭。
突厥的首領稱為可汗，有些時期同時存在兩位或以上可汗，居首者可稱為「大可汗」，地位在其他可汗之上。本列表只列出同一時期中居首的可汗。

## 突厥汗国大可汗
- 土门（伊利可汗）（552年）[1]。
- 乙息記（552年－553年）[2]
- 木（553年－572年）[3]
- 他钵（572年－581年）[4]。
- 沙波略（581年－587年，581年正式分裂成四个汗国，其后剩下两个）
- 莫何（又名叶护可汗）（587年）[5]
- 都蓝（587年－599年）[6]

## 东突厥汗国可汗
- 启民（599年－609年，借隋兵击败西突厥达头可汗，内属）[7]
- 始毕（609年－619年，隋末大乱，东突厥全盛）
- 处罗（619年－620年）
- 颉利（620年－630年，被唐所灭）

### 羈縻政策下
- 李思摩（639年－645年）
- 车鼻可汗（646年－650年）
- 泥熟匐可汗（679年－680年）
- 伏念可汗（680年－681年）

## 后突厥汗国可汗
- 骨咄祿（680年－694年）
- 默啜（694年－716年）
- 毗伽（716年－734年）
- 伊然（734年）
- 登利（734年－741年）
- 乌苏米施（741年－744年，为部将所杀，突厥大乱）
- 白眉（744年－745年，为回纥怀仁可汗所杀，后东突厥灭亡）